# Lawu
Der Lawu oder Gunung Lawu ist ein 3265 m hoher Schichtvulkan nahe dem geographischen Zentrum der indonesischen Insel Java. Der einzig dokumentierte Ausbruch fand im November des Jahres 1885 statt.

## Lage
Der Lawu befindet sich auf der Grenze zwischen den Provinzen Ost-(Jawa Timur) und Zentraljava (Jawa Tengah). Der Vulkan Merapi ist nur etwa 65 km (Luftlinie) in westlicher Richtung entfernt. Zwischen beiden Vulkanen liegt die nur etwa 90 m ü. d. M. gelegene Großstadt Surakarta.

## Geographie
Während die Nordflanke des Vulkans stark erodiert ist, befinden sich auf seiner Ostseite zahlreiche kleinere Kraterseen und kleinere Nebenkrater. Auf der Südseite befinden sich etliche Fumarolen.

## Kultur
An der Westflanke des Vulkans befinden sich drei historisch bedeutsame Tempelanlagen (candis) aus dem 15. Jahrhundert: Ceto (ca. 1400 m), Kethek und Sukuh (ca. 900 m), die jedoch unter der religiösen Dominanz des Islam ihre ehemalige kultische Bedeutung weitgehend verloren haben.

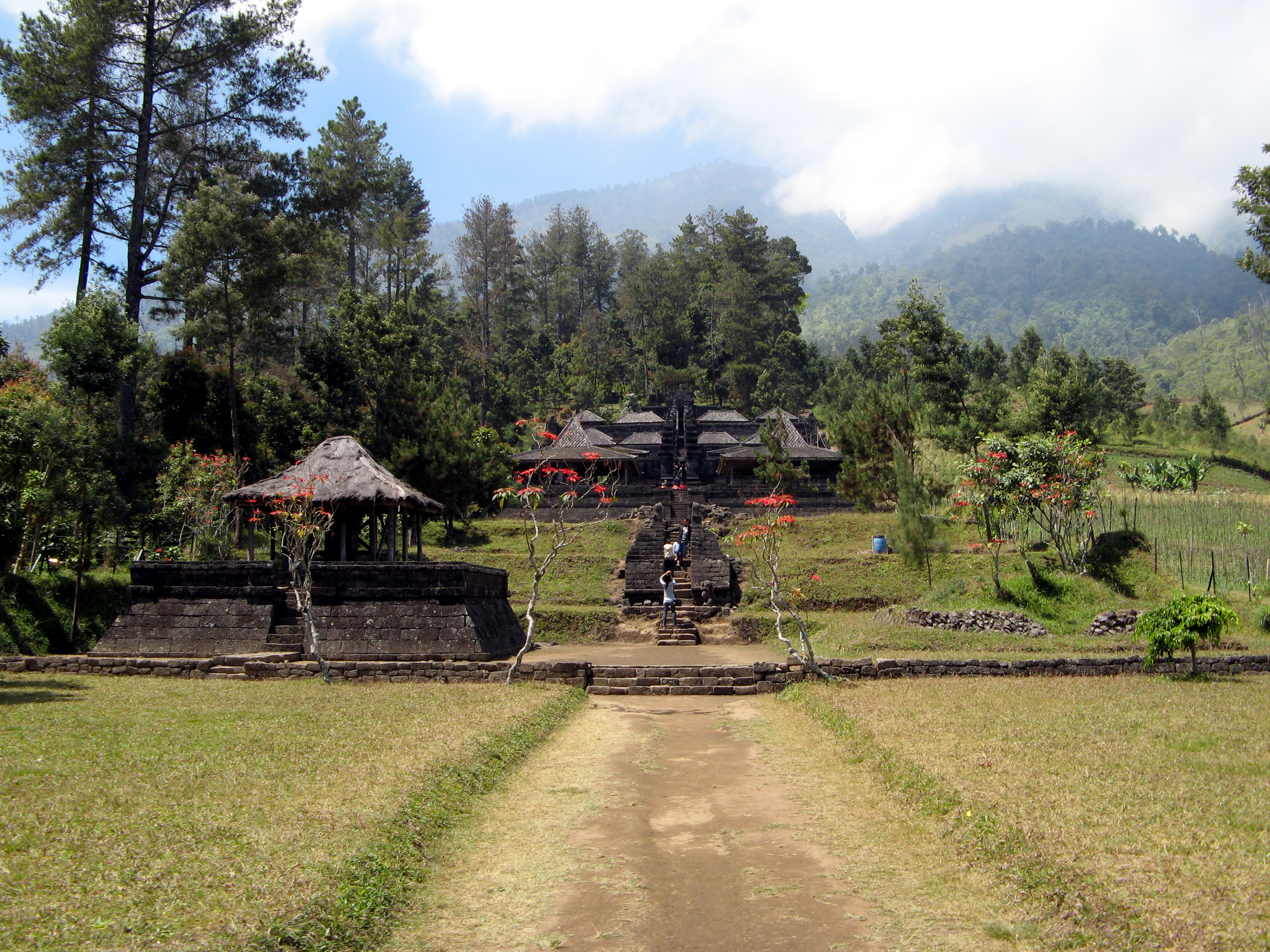
Ceto
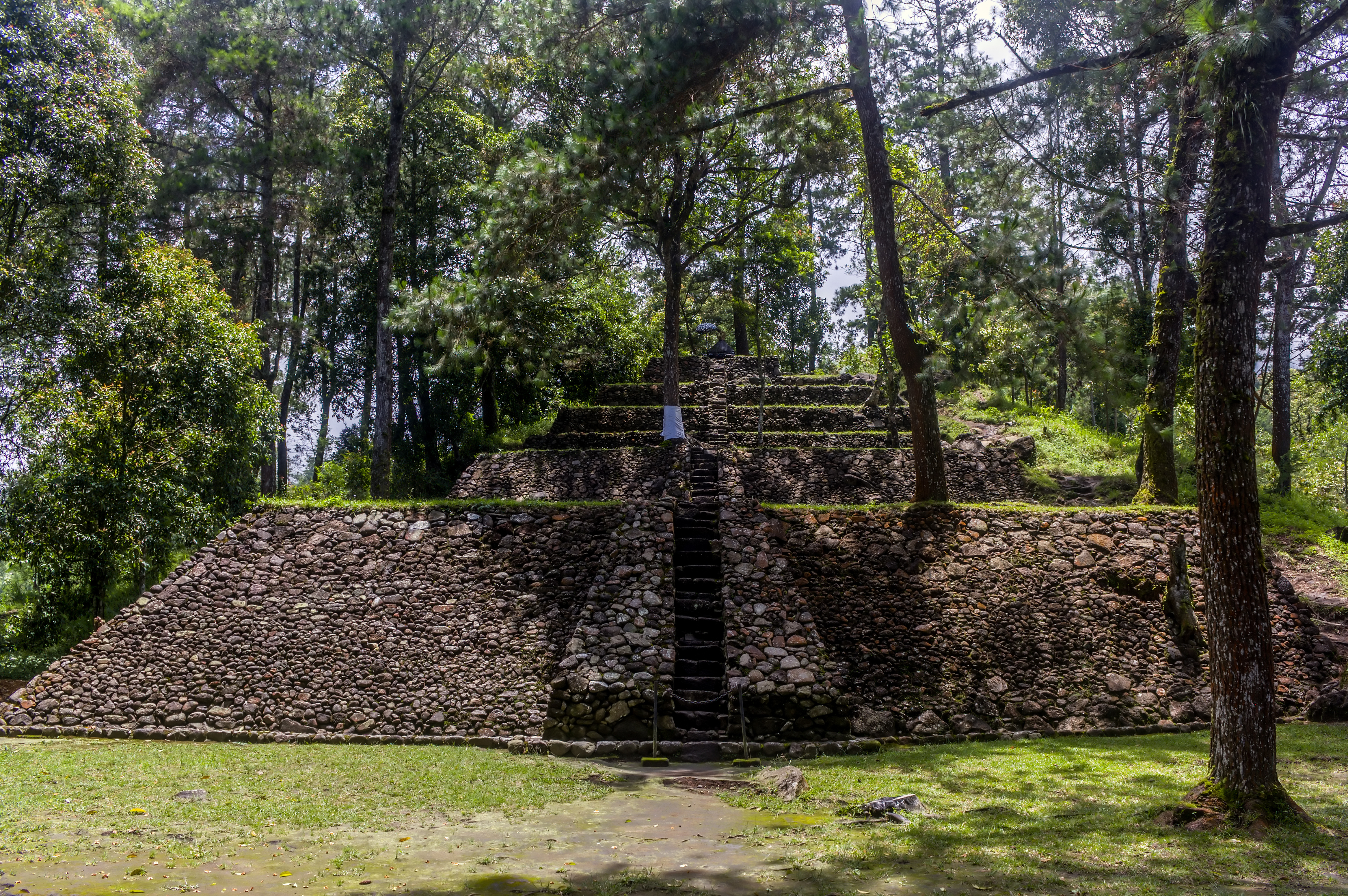
Kethek
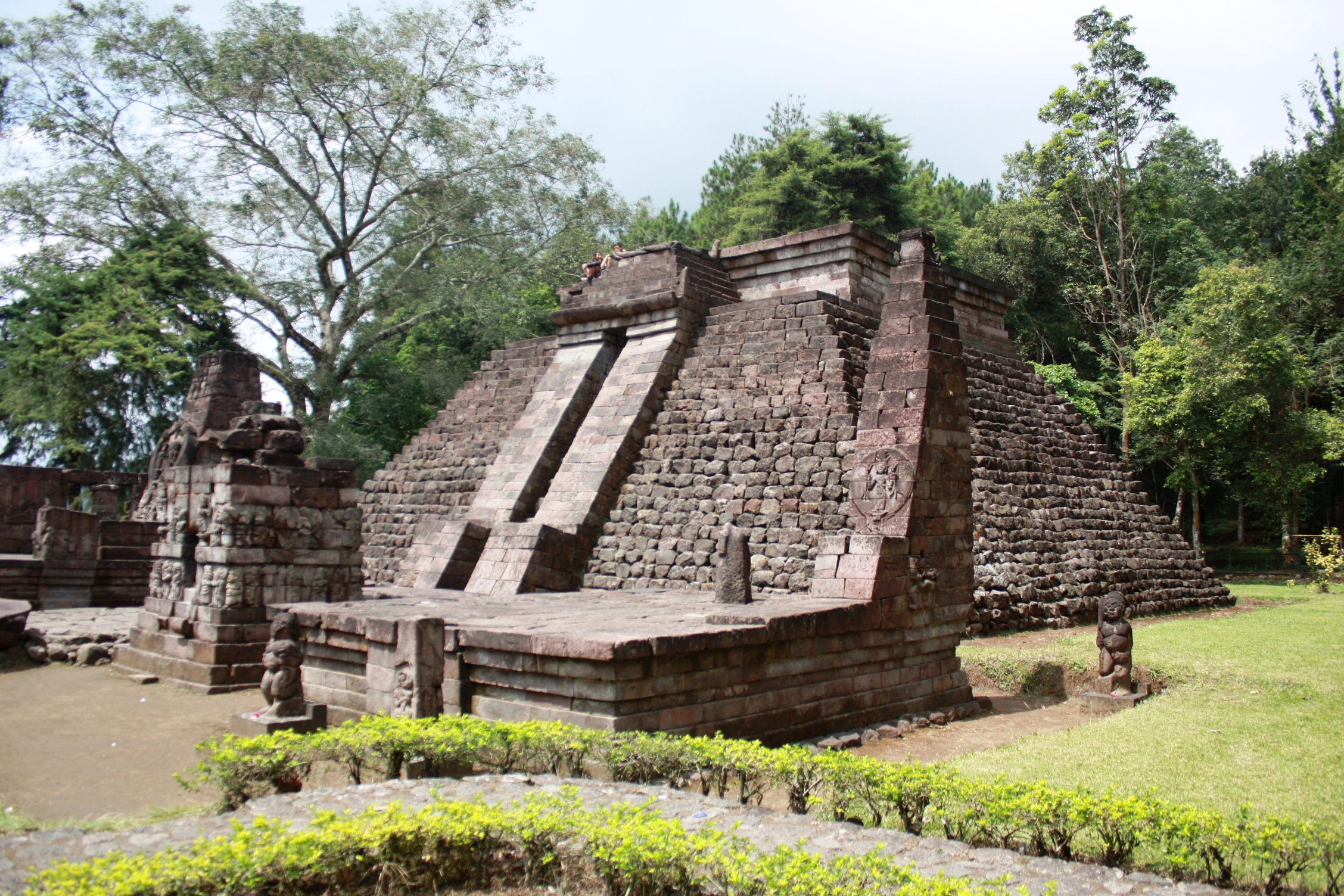
Sukuh